# Milena Vukotić
Milena Vukotić (Servisch: Милена Вукотић) of Milena van Montenegro (Čevo, 4 mei 1847 – Cap d'Antibes, 16 maart 1923) was de vrouw van vorst en later koning Nicolaas I van Montenegro. Ze was de dochter van voivode Petar Vukotić en Jelena Voivodić.
Op 8 november 1860 trouwde Milena in Cetinje met prins Nicolaas I van Montenegro. Het was een politiek huwelijk: haar familie speelde al eeuwen een belangrijke rol in de Montenegrijnse politiek en was bevriend met de familie Petrović-Njegoš, de familie van haar man. Het paar kreeg twaalf kinderen: 
- Zorka, gehuwd met Peter I van Joegoslavië
- Militza, gehuwd met Peter Nikolajevitsj van Rusland (kleinzoon van Nicolaas I van Rusland)
- Anastasia, gehuwd met George (zoon van Maximiliaan van Leuchtenberg) en daarna met Nicolaas Nikolajevitsj (kleinzoon van Nicolaas I van Rusland)
- Prinses Marija
- Danilo, gehuwd met Jutta (dochter van Adolf Frederik V van Mecklenburg-Strelitz)
- Helena, gehuwd met Victor Emanuel III van Italië
- Anna, gehuwd met Frans Jozef van Battenberg
- Sophia
- Mirko, gehuwd met Natalija Konstantinović
- Xenia
- Vera
- Peter, gehuwd met Violet Ljubitza Wegner

Na de annexatie door Servië in 1918 werd de koninklijke familie gedwongen te vluchten. Milena stierf in ballingschap in Frankrijk, twee jaar na haar man, en werd begraven in San Remo, Italië. In 1989 werd haar stoffelijk overschot, samen met dat van haar man en twee van hun dochters, Xenia en Vera, overgebracht naar Cetinje en herbegraven in de Cipur-kapel aldaar.